# Wedge Tombs von Knockane

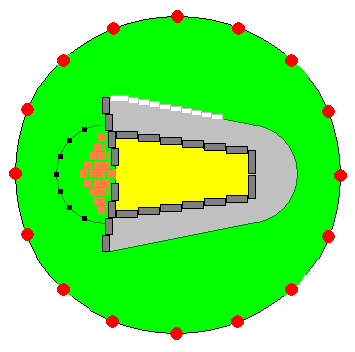
Prinzipskizze Wedge Tomb am Beispiel von Island

Die Wedge Tombs von Knockane (lokal Carrigeennaoralidy Graves genannt) liegen circa 4 Meter voneinander entfernt im Townland Knockane (irisch An Cnocán), 10 km südlich von Macroom im County Cork in Irland. Ein Wedge Tomb (dt. „Keilgrab“, früher auch wedge-shaped gallery grave genannt) ist eine ganglose, mehrheitlich ungegliederte Megalithanlage der späten Jungsteinzeit und der frühen Bronzezeit und typisch für die Westhälfte Irlands.

## Beschreibung
Das nördliche der beiden Wedge Tombs ist das größere. Es ist 2,6 m lang, 0,6 m hoch und an der Frontseite 0,7 m breit. Der einzige Deckstein bedeckt das ganze Grab, während die Wand aus zwei einzelnen Steinplatten, eine pro Seite besteht. Der Endstein ist vorhanden, und Cairnmaterial umgibt immer noch das Grab.
Das südliche ist 1,6 m lang, 0,6 m hoch und an der Frontseite 0,8 m an breit. Der Deckstein ist 2,5 m lang, 1,4 m breit und 0,25 m dick. Die Seitenwände sind leicht verkippt. Trockenmauerwerk bildet die Rückseite und Cairnmaterial umgibt noch immer drei Seiten.
In der Nähe liegt das Boulder Burial von Reanacaheragh.